# Desbordesia maindroni
Desbordesia maindroni är en skalbaggsart som först beskrevs av Desbordes 1929.  Desbordesia maindroni ingår i släktet Desbordesia och familjen stumpbaggar. Inga underarter finns listade i Catalogue of Life.